# Other People's Money (film 1916)
Other People's Money è un film muto del 1916 diretto da William Parke. La sceneggiatura di Lloyd Lonergan si basa sul romanzo L'Argent des autres di Émile Gaboriau.

## Trama
Una coppia, dopo aver truffato un ricco banchiere, si mette alla ricerca di un'altra vittima che individua in un giovane milionario. La donna, quindi, inizia una relazione con il giovanotto ma la figlia del banchiere che, intanto, è scomparso, riconosce i due malviventi e cerca di mettere sull'avviso il milionario. Il contabile della coppia, al quale i truffatori hanno raccontato i loro piani, porta la polizia a casa dei due per arrestarli: il contabile, infatti, levatasi la parrucca e il travestimento, si rivelerà essere il banchiere vittima della precedente truffa. Senza distrazioni di sorta, ora il ricco giovanotto può dedicarsi a corteggiare la figlia del banchiere.

## Produzione
Il film fu prodotto da Edwin Thanhouser per la sua compagnia, la Thanhouser Film Corporation. Venne girato a New York; alcune scene furono filmate a Manhattan, in Fifth Avenue, Central Park e Riverside Drive, vicino alla tomba di Grant.

## Distribuzione
Distribuito dalla Mutual Film, uscì nelle sale cinematografiche statunitensi il 1º giugno 1916.
Non si conoscono copie ancora esistenti della pellicola che viene considerata presumibilmente perduta.